# Geschichte des Kessler-Motoren-Werkes
Der Maschinenbauingenieur Franz Kessler gründete 1923 in Chemnitz ein Unternehmen, das sich mit der damals aufkommenden elektrischen Antriebstechnik befasste. In den Anfängen produzierte das Unternehmen Gleichstrommotoren für Werkzeug- und Textilmaschinen. Im Werkzeugmaschinenbau konnte sich Kessler durch die Ausrüstung von Schleifmaschinen mit Gleichstrommotoren und dazugehörigen Umformern einen guten Ruf erarbeiten und so überregional Kunden gewinnen. Neben der damals in Chemnitz ansässige Reinicker AG, mit über 3.000 Mitarbeitern seiner Zeit der größte europäische Werkzeugmaschinenbauer, gehörte auch der Schleifmaschinenhersteller Fortuna aus Stuttgart zu einer der ersten Kunden.

## Von den Anfängen bis zum Ende des Zweiten Weltkrieges

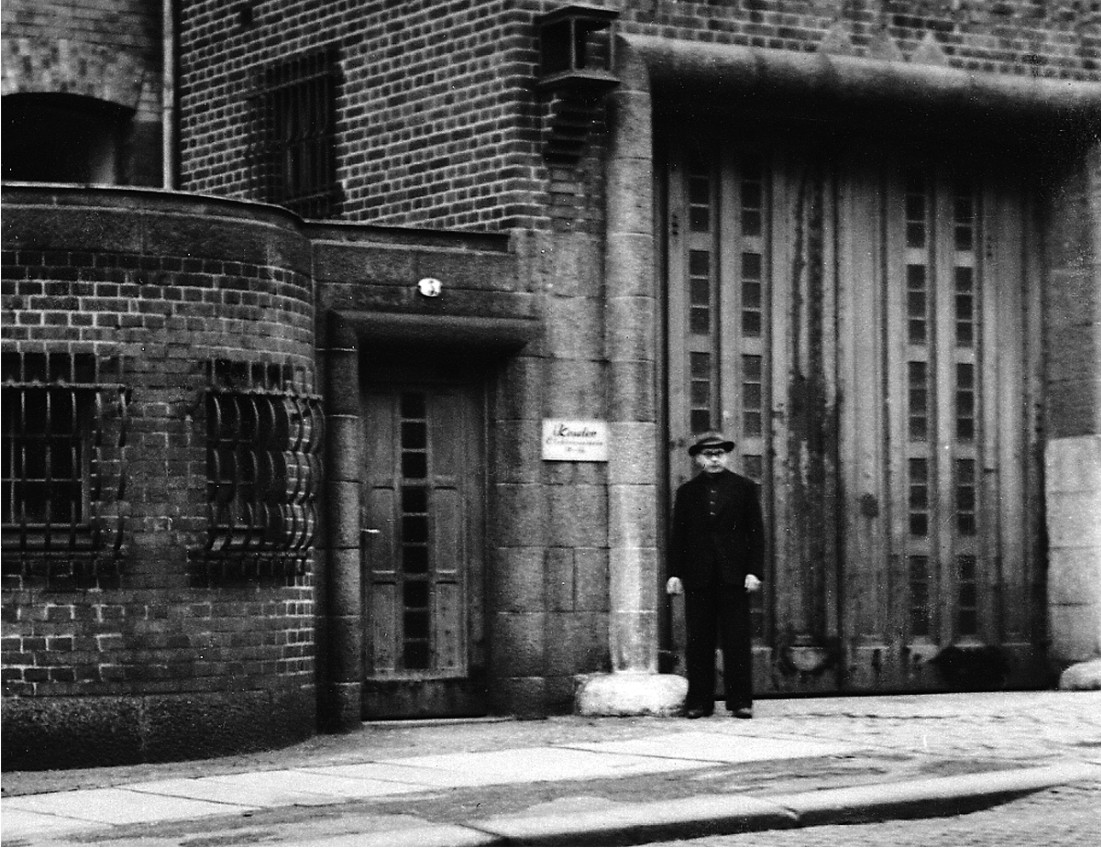
Franz Kessler vor seinem Werk in Chemnitz

Seit seiner Gründung entwickelte und produzierte das Unternehmen Gleichstrommotoren und dazugehörige Umrichter für Schleifmaschinen. Das Unternehmen, das im Inflationsjahr 1923 gegründet wurde und die Wirren der Weltwirtschaftskrise überstand, konnte Ende der 1930er Jahre eine Produktpalette vorweisen, mit der es sich am Markt behaupten konnte. Es nahm danach am trügerischen Aufschwung des Dritten Reiches ebenso teil, wie an den verheerenden Folgen des Zweiten Weltkrieges. Bei den alliierten Luftangriffen auf Chemnitz 1944 wurden die Betriebsgebäude so schwer beschädigt, dass das Unternehmen nach Grüna nahe Chemnitz ausgelagert werden musste.

## Neuanfang in Oberschwaben

Die erste Werkstätte in Bad Buchau

Um Einschränkungen durch die neuen Machthaber der Sowjetischen Besatzungszone zu entgehen, fasste Franz Kessler wohl um das Jahr 1947 den Beschluss, in den Westen zu gehen. Seine Tochter Elfriede, welche kurz vor der geplanten Übersiedlung Herrn Kurt Petschel, einen Angestellten Kesslers, heiratete, blieb mit diesem in Grüna und führte das dortige Unternehmen in bescheidenem Rahmen fort. Der Rest der Familie folgte Franz Kessler nach Metzingen, wo die Familie seines anderen Schwiegersohns wohnte. Von dort wurde er nach Buchau vermittelt, wo er am 2. Januar 1950 auf Anregung des Stuttgarter Schleifmaschinenherstellers im Alter von 60 Jahren erneut ein Unternehmen gründete.
Die zunächst fünf Mann starke Gründungsmannschaft wurde bald durch den gelernten Elektromaschinenbauer Wolfgang Hößler aus dem verbliebenen Kessler Betrieb in Grüna verstärkt. Trotz des Mangels an Fachkräften in der noch überwiegend landwirtschaftlich geprägten Region blieb Kessler in Buchau.

## Das erste Werk in Buchau

Ein Teil des ersten Werks von Franz Kessler in der Schussenriederstraße

Mit Kaufvertrag vom 7. Oktober 1955 erwarb Kessler schließlich ein Gelände in der Schussenrieder Straße 75 mit Werkstatt, Wohnhaus und Hof und schaffte damit endgültig die Grundlage für das inzwischen auf 10 Mitarbeiter angewachsene Kessler-Motoren-Werk in Buchau. In den folgenden Jahren wurden weitere Ingenieure und Arbeiter aus der Region angeworben und der Kundenstamm aus der deutschen und schweizerischen Werkzeugmaschinenbranche wurde vergrößert. Kessler beschränkte sich nun keineswegs mehr auf Schleifantriebe, sondern produzierte auch Antriebe für Bohrwerke, Fräswerke, Drehmaschinen und Sondermaschinen wie Abwälzfräsmaschinen. Im Jahr 1959 erwirtschaftete das Unternehmen einen Umsatz von 1.500.262 DM und beschäftigte etwa 60 Mitarbeiter.

## Gründung der Franz Kessler KG
Der gewachsenen Bedeutung des Unternehmens erfolgte 1958 der Handelsregistereintrag zunächst als sogenannte Einzelfirma, die Umwandlung in eine Kommanditgesellschaft war aber schon vorgesehen. Zum 1. Januar 1959 wurde die Franz Kessler K.G. mit Franz Kessler als Komplementär gegründet. Kommanditisten waren seine Frau Emmy, sowie seine beiden Töchter Anna Marie Mühlhäusler und Elfriede Petschel. Zum 1. Januar 1960 wurde seine Tochter Elfriede Petschel Komplementärin, Franz Kessler verblieb im Alter von 71 Jahren als Kommanditist in der Gesellschaft.
Der Aufbau des Unternehmens war damit auch mit einer der Bedeutung des Unternehmens angemessenen Gesellschaftsform zu einem gewissen Abschluss gebracht. Jedoch war das erworbene Gelände bereits wieder zu klein, weshalb Franz Kessler in den 1960er Jahren mit dem Erwerb weiterer Grundstücke in unmittelbarer Nachbarschaft begann, um dort ein noch heute erkennbares Werksgelände zu errichten. Mit der Ausdehnung seines Produktprogramms auf Bohr- und Fräswerke stiegen insbesondere die Leistungsklassen der hergestellten Motoren und Umformer von ehemals max. 10 kW auf Größenordnungen von 150 kW. Die größeren Bauteile erforderten letztendlich größere Bearbeitungsmaschinen und ein deutlich größeres Prüffeld.
Während der dem Prinzip nach schon länger bekannte Leonardsatz aus mehreren getrennt auf einer Grundplatte montierten Motoren und Generatoren bestand, baute Kessler alle notwendigen Aggregate auf eine einzige Welle und brachte diese in einem Gehäuse des Kessler-1-Anker-Umformers unter – in der damals für ihn sehr bekannten Senkrechtbauweise eine ungemein platzsparende und kompakte Maschinenkomponente. Dies verschaffte Kessler gewisse Alleinstellungsmerkmale, welche die Grundlage für das Wachstum in den 1960er Jahren legten und die somit eine ganz wichtige Dekade in der Unternehmensgeschichte wurden. Der Umsatz des Unternehmens erreichte 1969 6.543.227 DM und die Belegschaft war auf rund 90 Mitarbeiter angewachsen.

## Eine Ära geht zu Ende

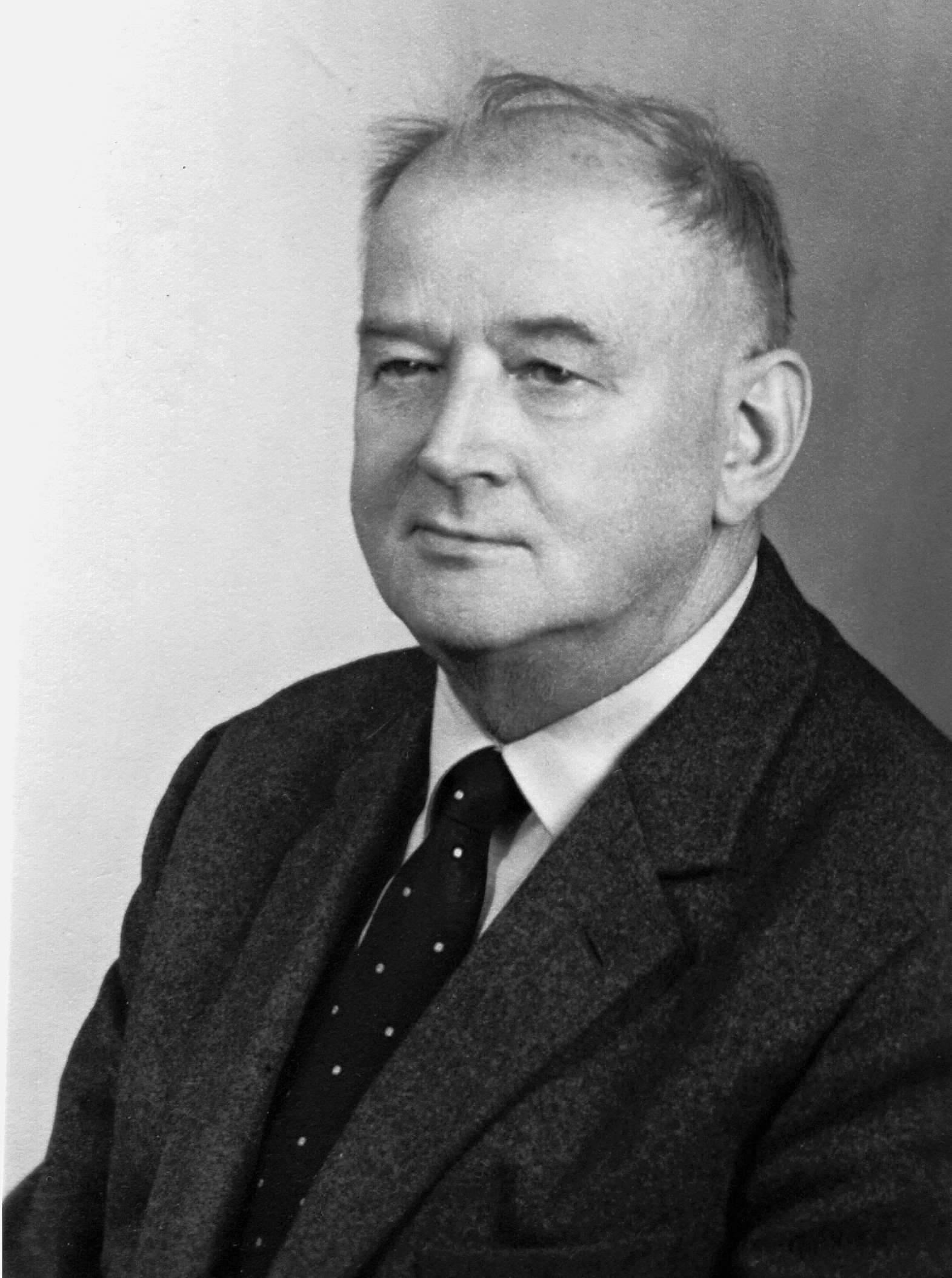
Franz Kessler

Am 9. Januar 1971 verstarb der Firmengründer im Alter von 82 Jahren. Die Geschäftsführung oblag nun seiner Tochter Elfriede Petschel, welche bereits seit 1960 Komplementärin der Franz Kessler K.G. war. Wegen unterschiedlichen Ansichten über die Zukunft des Unternehmens schied Tochter Anna Marie Ende 1972 aus der Kommanditgesellschaft aus. Als Emmy Kessler am 1. August 1974 verstarb, waren zur Weiterführung der KG wenigstens ein oder mehrere Kommanditisten notwendig. Frau Petschel entschied sich dafür die Angestellten der Aufbaujahre in die Gesellschaft zu holen.
Alles in allem hielt aber auch diese Konstellation nicht lange, denn bereits im Jahre 1976 erkrankte Tochter Elfriede Petschel schwer und verstarb am 10. März 1978 nach zahlreichen Klinikaufenthalten an ihrem Krebsleiden. In den Jahren der Erkrankung befasste sie sich mit einer für das Unternehmen gangbare Zukunft. Sie verfügte testamentarisch die Gründung der Franz Kessler gemeinnützigen Stiftungsgesellschaft, welcher sie ihren gesamten Nachlass vermachte und als Hauptgesellschafter des Unternehmens installierte. Den gemeinnützigen Zweck gab sie mit dem Ziel des Schutzes, der Erziehung und Unterstützung geistig und körperlich behinderter Kinder und junger Menschen in Deutschland vor. Für die Zeit nach ihrem Tode bestellte sie Karl Reisch zum Vorstand der Franz Kessler Gemeinnützigen Stiftungsgesellschaft und betraute ihn gleichzeitig mit der Geschäftsführung des Unternehmens Franz Kessler KG.

## Technologischer Wandel in den 1970er Jahren
In den 1970er Jahren litt das Unternehmen unter der schweren Wirtschaftskrise Anfang des Jahrzehnts. Hinzu kam ein einschneidender technologischer Wandel: die Ablösung der rotierenden Umformer durch die nun marktreifen Stromrichtergeräte. Für Kessler mit schweren Folgen, denn rund 60 % des Umsatzes wurden mit Umformern erwirtschaftet, ein Produktzweig der nun wegfallen sollte. Kessler hatte zwar Anfang der 1970er Jahre mit der Entwicklung einer Stromrichterbaureihe begonnen, es stellte sich aber schnell heraus, dass es keinesfalls zu einer wirtschaftlichen und damit wettbewerbsfähigen Produktion reichen würde. Auch wenn alle gelieferten Kesslermotoren mit eigenen Stromrichtern hätten bestückt werden können, wäre man den großen Häusern wie z. B. Siemens, BBC oder AEG ständig unterlegen geblieben, denn diese Firmen hatten neben der Werkzeugmaschinenindustrie viele weitere Branchen, in die sie diese modernen Geräte absetzen konnten und damit einen uneinholbaren Stückzahlvorteil. Kessler trat deshalb bewusst nicht in die Produktion leistungselektronischer Komponenten ein.
Zwar war der Wegfall des Umformers unausweichlich, aber das Unternehmen verfügte über jahrelange Erfahrung mit regelbaren Gleichstrommotoren für Werkzeugmaschinen. Die dynamischen Anforderungen dieser Maschinen wuchsen mit der vermehrten Entwicklung der NC- und später CNC-gesteuerten Bearbeitungszentren ständig. Hier erkannte Kessler seine Chance mit einer neuen, speziell für die dynamischen Anforderungen unter Stromrichterspeisung benötigten Reihe von Gleichstrommotoren, das in langen Jahren erworbene Know-how gewinnbringend einzusetzen.
Unter der Geschäftsführung von Herrn Reisch gelang es einen Liefervertrag mit der damaligen BBC zu schließen, so dass Kessler in das BBC-Produktprogramm aufgenommen wurde und dort die nicht von dem Konzern hergestellten Baugrößen 90 bis 132 von Kessler bezogen wurden. Die damals auch in das Antriebsgeschäft der Werkzeugmaschinenindustrie drängende BBC erhielt über die dort eingeführte Franz Kessler K.G. Zugang zur Branche. Kessler wiederum hatte einen Partner, der die Leistungselektronik kompetent beherrschte und nutzte diese Zusammenarbeit konsequent dazu, seine Gleichstrommaschinenreihe für Stromrichterspeisung weiterzuentwickeln und stärker am Markt zu platzieren.
Aus der Depression durch die Veränderungen in der Familie Kessler und damit auch der Kommanditgesellschaft sowie dem technologischen Wandel am Markt heraus, hatte sich das Unternehmen neu aufgestellt und 1979 mit einem Umsatz von 11.207.907 DM und 140 Mitarbeitern seine Position wieder eingenommen.

## Einstieg in die CNC-Technik

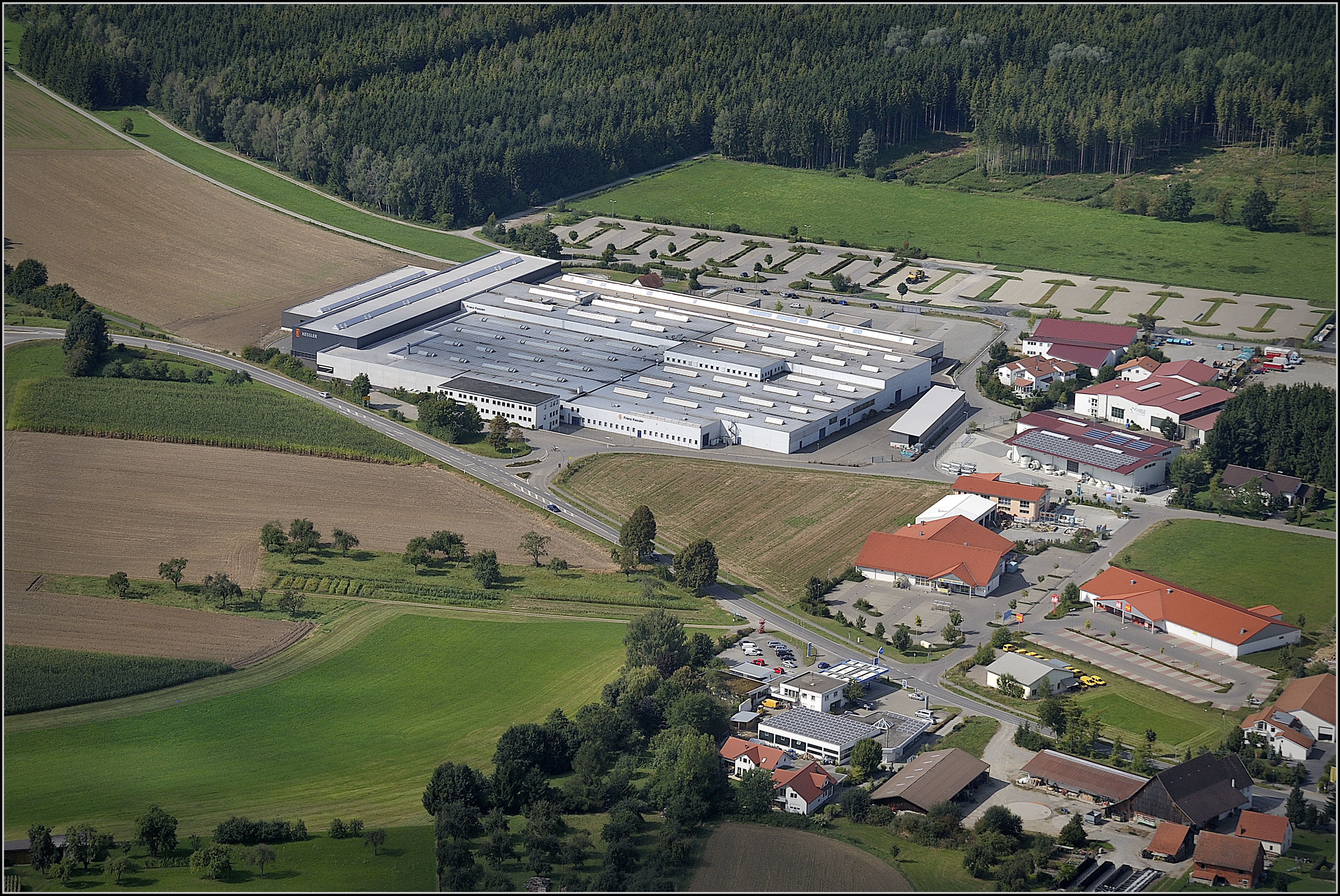
Das inzwischen mehrmals vergrößerte Stammwerk von Franz Kessler im Industriegebiet Bad Buchau. Ganz links ist die letzte Erweiterung zu sehen, das 2009 fertiggestellte Logistikzentrum.

Der Zuliefervertrag mit der damaligen BBC machte sich in den wirtschaftlich immer noch schwachen Jahren Anfang der 1980er Jahre positiv bemerkbar, denn über deren Absatzwege konnte Kessler attraktive Stückzahlen erzielen. Die Kessler-Motoren erwiesen sich als Qualitätsprodukte und so erschloss sich Kessler mit seinen auf Kommutierungsdynamik ausgelegten Motoren auf eigenen Vertriebswegen den stark wachsenden und immer wichtiger werdenden Markt der CNC-Bearbeitungszentren. So wurde z. B. das ab 1982 produzierte, zu jener Zeit schnellste Bearbeitungszentrum der Welt, FZ 16 von Chiron aus Tuttlingen, mit dem Kessler MIF 90 ausgestattet.
Die Lage inmitten des Wohngebietes machte eine weitere Erweiterung unmöglich. 1988 erfolgte daher die Verlagerung des gesamten Werkes ins dafür extra neu angelegte Buchauer Industriegebiet im Stadtteil Kappel, welches heute das Stammwerk darstellt.
Parallel zur Werksverlagerung stand erneut ein technologischer Wandel an. Über moderne Frequenzumrichter wurde es möglich, den im Aufbau gegenüber dem Gleichstrommotor deutlich robusteren, wartungsärmeren und auch preisgünstigeren Asynchronmotor in einer für Werkzeugmaschinenhauptantriebe adäquaten Regelgüte zu betreiben. Noch im alten Werk begannen die Entwicklungen zu einer komplett neuen luftgekühlten Asynchronmotorenreihe in quadratischer Bauform: DMQ. Später folgten die flüssigkeitsgekühlten Baureihen DMR und eine Einbaumotorenreihe DME, die dann schon in Kappel entstanden.
Der Wettbewerb war auf dem Gebiet der Asynchronmotoren für Hauptantriebe deutlich härter. Antriebspaket- und Steuerungshersteller wie z. B. Siemens, Bosch, Indramat oder der CNC-Weltmarktführer Fanuc boten Hauptspindelmotoren im Paket an. Kessler suchte sich deshalb die Felder, auf denen die Pakethersteller mit ihren für größere Serien ausgelegten Motoren nichts anzubieten hatten. Die Entwicklung konzentrierte sich fortan auf höhere Drehzahlen, bessere Laufruhe und Spindelantriebsoptionen wie Kühlschmiermittelzufuhr. Bei den Paketherstellern reifte gleichzeitig die Erkenntnis, Kessler nicht als lästige Hauptspindelkonkurrenz zu betrachten, sondern als Partner für die Hauptspindeloptionen, die diese ihrerseits nicht anbieten konnten.

## Die Bewährung am Weltmarkt
Im Jahre 1989 erreichte das Unternehmen mit einer Belegschaft von 170 Mitarbeitern einen Umsatz von 20.446.091 DM. In der Wiedervereinigungseuphorie schien die Lage der Werkzeugmaschinenbranche anfangs gut. Doch beim Hauptwettbewerber aus Japan setzte man vor allem auf einfach zu bedienende, werkstattgerecht programmierbare Maschinen. Der amerikanische Job-Shop-Markt ging so in der Folge hauptsächlich an die Japaner, während das komplexe Anlagengeschäft dort deutsche Domäne blieb. Letztlich brachten aber die hohen Stückzahlen den Preisvorteil und entfachten den nötigen Druck auf die Qualitätsdisziplin. Daneben verfügten die Mitbewerber aus Fernost zu der Zeit über eine staatlich geförderte Zins- und Investitionspolitik. In der Folge machte der gesamte deutsche Maschinenbau, besonders aber der Werkzeugmaschinenbau, Anfang der 1990er Jahre eine schwere Strukturkrise durch. Auch von der Krise war das Unternehmen betroffen. Am Tiefstpunkt 1993 schmolz der Umsatz auf 9.296.020 DM und zum ersten Mal in der Unternehmensgeschichte mussten Mitarbeiter abgebaut werden.
Kessler war damals bereits über lange Jahre in einer engen Geschäftsbeziehung mit der Deckel AG, welche wie Chiron einer der Hauptkunden war. Kessler wurde Ende der 1980er Jahre neben einem Motoren-Lieferanten zu einem echten Entwicklungspartner der Deckel AG bei schnelllaufenden Antrieben. So wurden damals bei den Deckel Horizontalzentren zum ersten Mal Drehzahlen im Bereich 15.000 bis 20.000 Umdrehungen/Minute angestrebt, und die ersten lauffähigen Motoren für solche Zentren wurden im Unternehmen entwickelt und gebaut. Als sich die Krisenzeichen Anfang der 1990er Jahre andeuteten, reagierten vor allem die Universalmaschinenbauer für den Werkzeug- und Formenbau mit vollkommen neuen Maschinenkonzepten. Deckel mit der V-Reihe und wenig später Hermle mit der C-Reihe brachten ganz neue Vertikalzentrengenerationen auf den Markt, für die Kessler eine Spindelgeneration konzipierte, die über Drehzahlen 8.000 und 15.000 Umdrehungen/Minute bei Drehmomenten von bis zu 130 Nm verfügte. Es gab zwar zu dieser Zeit bereits Hersteller von Motorspindeln mit weit höheren Drehzahlen, aber es war keine Spindel am Markt, die im unteren Drehzahlbereich mit vernünftigen Drehmomenten für den Universalzerspaner aufwarten konnte. Mit den schwäbischen Werkzeugmaschinen erhielten die Kessler Motorspindeln ihre Referenz im Produktionsmaschinenbereich, was ein weiterer Schritt zum Durchbruch war. Dem Unternehmen war es gelungen zusammen mit den Kunden die harte Krise der ersten Hälfte der 90er Jahre durchzustehen.

## Aufstieg mit der Motorspindel
Mit der Verleihung des Dr.-Rudolf-Eberle-Innovationspreises des Landes Baden-Württemberg im Jahr 1994 fanden die Produktentwicklungen von Franz Kessler erstmals eine öffentliche Anerkennung, die sich nach einer Phase geprägt von Zukunftssorgen, Kurzarbeit, Stellenabbau auf der einen und intensivster Entwicklungsarbeit auf der anderen Seite, motivierend auf die Belegschaft auswirkte.
Zum 1. April 1995 trat Rudolf Reisch, der Sohn von Karl Reisch, in das Unternehmen als Kaufmännischer Leiter ein. Dem seit 1988 als Berechnungs- und Entwicklungsingenieur tätigen Eckhard Herwanger wurde die Technische Leitung übertragen. Die Geschäftstätigkeit des Hauses belebte sich dank des Erfolges der Hauptkunden, die mit ihren modernen Maschinenkonzepten ihre Wettbewerbsfähigkeit unter Beweis stellen konnten. Daneben erarbeitete sich Kessler zielstrebig einen größeren Kundenstamm. Zum 1. Januar 1997 wurden neben Karl Reisch die Herren Rudolf Reisch und Eckhard Herwanger zu Geschäftsführern des Hauses bestellt. Dem jungen Geschäftsführergespann blieb aber nur eine kurze Zeit des gemeinsamen Weges: Rudolf Reisch verstarb am 8. Juli 1999 an den Folgen eines Autounfalls. Die aus der Krise kommend bis dahin wirtschaftlich erfolgreichste Dekade des mittlerweile auf 260 Mitarbeitern angewachsenen Unternehmens, mit einem Jahresumsatz 41.870.935 DM im Jahre 1999, bleibt durch den schweren menschlichen Verlust überschattet.

## Das neue Jahrtausend
Der Beginn der 2000er Jahre verlief für die Branche und das Unternehmen erfreulich. Kessler konnte viele neue Kunden gewinnen und hatte sich als Partner der modernen Werkzeugmaschinenindustrie in seinem Segment eine anerkannte Marktstellung erarbeitet. Zum 1. Januar 2003 wurde der seit dem 1. September 1999 als technischer Leiter tätige Uwe Rondé zur Unterstützung von Eckhard Herwanger in die Geschäftsführung der zum 1. Januar 2001 gegründeten Franz Kessler GmbH berufen.
In den Jahren 2001 und 2002 wurde KESSLER von der Gildemeister AG zum Lieferant des Jahres ausgezeichnet. 2002 wurde KESSLER erneut der Innovationspreis des Landes Baden-Württemberg für die Entwicklung einer Motorspindel in Synchrontechnik verliehen, die in ihren Beschleunigungs- und den damit kombinierten Zerspanungswerten neue Bestmarken setzte. Auf diesen Erfolgen aufbauend wurde der Umsatz jährlich gesteigert, das Stammwerk in Bad Buchau mehrmals erweitert und die Belegschaft kontinuierlich aufgestockt.
Bis zum Beginn der Weltwirtschaftskrise am Ende des Jahres 2008 erwirtschaftete das Unternehmen mit seinen inzwischen 550 Mitarbeitern einen Jahresumsatz von insgesamt rund 120 Millionen Euro, davon 104 Millionen Euro am Standort Bad Buchau. Das Jahr 2011 wird vom Tod Eckhard Herwangers überschattet, der nach schwerer Krankheit stirbt.
Seit 2013 ist KESSLER international mit Technologie- und Servicestandorten in den USA, Taiwan, China und Russland vertreten. Als Geschäftsführer der KESSLER Gruppe mit rund 800 Mitarbeitern werden Dr. Börne Rensing und Dr. Manuel Gerst bestellt. 2017 hat sich der Umsatz des größten Motorspindel-Herstellers Europas auf 130 Millionen Euro erhöht.